# Sangue Misto (gruppo musicale)
I Sangue Misto sono stati un gruppo hip hop italiano formatosi a Bologna nel 1992 e scioltosi nel 1995. 
Il gruppo era formato da Deda, Neffa e DJ Gruff, tre dei rapper e beatmaker più importanti della golden age del rap italiano, tutti provenienti dall'Isola Posse All Stars, storica crew bolognese.
Il loro album in studio, SxM, uscito nel 1994 per l'etichetta Century Vox, è considerato una pietra miliare dell'hip hop italiano. In seguito tutti i membri si sono dedicati a progetti solisti e paralleli: Neffa nel 2001, passa alla musica pop; Deda fonda il gruppo Melma & Merda con i rapper Kaos e il sudafricano Sean, con cui pubblica nel 1999 l'album Merda & melma e si dedica successivamente alla carriera da disc jockey con lo pseudonimo di Katzuma; DJ Gruff fonda il collettivo Alien Army con cui pubblica numerosi album nell'ambito del turntablism dell'hip hop underground, tra cui Orgasmi meccanici.

## Storia

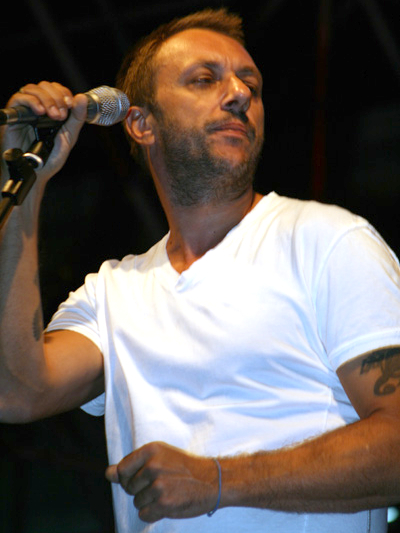
Neffa nel 2007

Il gruppo nasce dalle ceneri dell'Isola Posse All Stars, crew nata a Bologna alla fine degli anni '80, rifacendosi all'East Coast hip hop e al raggamuffin Giamaicano.
I motivi che hanno portato alla fine del gruppo sono spiegati in un'intervista concessa da Neffa alla rivista Aelle: "anche se era una figata stare in sette e andare in giro, dopo due anni che vai in giro impari anche, e forse la cosa inizia a starti un po' stretta". Il gruppo ha come sede uno storico centro sociale bolognese: l'Isola nel Kantiere.
La prima formazione dei Sangue Misto, nome suggerito da Speaker DeeMo, comprende Papa Ricky e Gopher D (che in seguito formarono i Sud Sound System), DJ Fabbri, Deda e (saltuariamente) Neffa, ma l'orientamento reggae e raggamuffin di Ricky e Gopher e l'orientamento verso il rap/hip-hop di Deda e Neffa portano a una separazione. A questo punto a Deda e Neffa si aggiunge DJ Gruff per continuare il progetto. Gruff ha già pubblicato Rapadopa in cui partecipano rapper della scena nazionale quali Kaos, DJ Skizo e gli stessi Deda e Neffa, che nella traccia omonima del disco si presentano nelle loro strofe come membri dei Sangue Misto.

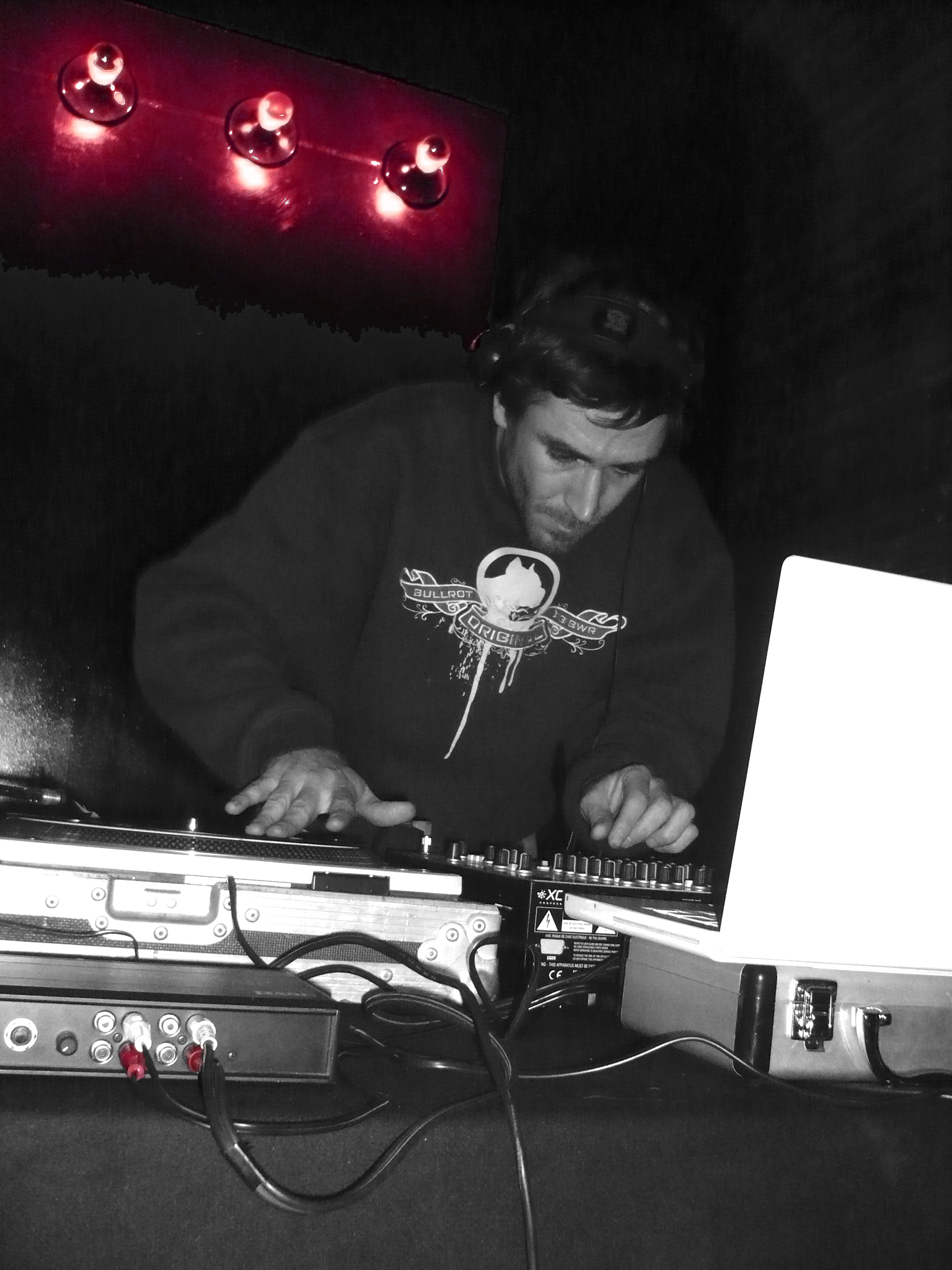
Deda nel 2007

Nel 1994 prende quindi forma il vero e definitivo progetto Sangue Misto, che conduce i tre membri alla realizzazione di SxM la cui distribuzione Century Vox, creò però qualche problema di commercializzazione, così come il successivo album solista di Neffa, sugli scaffali solo dopo circa un anno dalla sua realizzazione. Nonostante questo l'album ebbe un buon numero di vendite, ed ancora oggi viene considerato come "uno dei dischi più rappresentativi del genere".
Nel 1995 i Sangue Misto partecipano alla compilation Zona a Rischio, CD autoprodotto dal centro sociale bolognese Livello 57, con la canzone Paura. Questo è l'ultimo brano in cui, all'inizio della canzone, uno dei componenti presenta il gruppo come Sangue Misto.
Nel documentario Numero zero - Alle origini del rap italiano, Neffa parla di come nell'estate del 1995, durante una vacanza in Salento, i tre provarono a comporre un altro album, ma per varie motivazioni (ad esempio DJ Gruff voleva essere coinvolto maggiormente come rapper, mentre Neffa e Deda non vedevano di buon occhio ciò) non se ne fece nulla.
L'ultima pubblicazione a nome Sangue Misto risale al 1997 con la canzone Nella Luce delle 6:00, per la colonna sonora del film Torino Boys, curata dallo stesso Neffa.

### Scioglimento
Non ci sono molte notizie chiare al riguardo. È sicuro che Cani Sciolti Remix sia l'ultima pubblicazione con DJ Gruff, dopo di che il gruppo è proseguito come duo composto da Neffa e Deda. Comunque i tre hanno continuato a collaborare nei loro progetti solisti, in particolare nel secondo album di DJ Gruff, Zero Stress.
Neffa, in un'intervista durante l'Hip Hop Village 1997, ha spiegato la situazione del gruppo in quel periodo: "Sai, alla fin fine i nomi, le etichette servono per essere individuati. Diciamo che fondamentalmente noi siamo... Io direi i guaglioni fin dal giorno uno, Sangue Misto, Neffa e Deda, Zero Stress, sai tutta una roba, comunque siamo presenti in questa faccenda. A fare bene a fare male lo deciderà la gente, però noi ci siamo dal giorno uno con un certo infottamento. I Sangue Misto per quel che mi riguarda, comunque, sono io e lui [Deda, ndr] intesi come sodalizio di produzione, quindi puoi chiamarci Sangue Misto".

## Discografia

### Album in studio
- 1994 – SxM

### Album dal vivo
- 1995 – Live Padova

### Singoli
- 1994 – Senti come suona
- 1995 – Cani sciolti

### Partecipazioni a compilation
- 1993 – Straniero nella mia nazione in Senza tetto non ci sto
- 1994 – Solo paura in Livello 57 - Zona a Rischio
- 1997 – Nella luce delle 06:00 in Torino Boys